# Автоматический револьвер Webley-Fosbery
Webley-Fosbery Self-Cocking Automatic Revolver — револьвер с перезарядкой силой отдачи (автоматический револьвер), разработанный полковником Жоржем Фосбери (англ. George Vincent Fosbery). Выпускался фирмой «Webley and Scott» с 1901 по 1924. Модель легко узнается по характерному зигзагообразному пазу на барабане.

## История
Появление бездымного пороха и развитие оружейного дела в конце XIX века привели к переходу во многих армиях на оружие уменьшенного калибра. Также появились первые успешные автоматические пистолеты. Однако британская армия, опираясь на практический опыт применения револьверов в колониальных войнах, предпочитала использовать мощные крупнокалиберные револьверы Webley. Эти револьверы «переломного» типа с автоматической экстракцией гильз были в то время одним из самых мощных образцов персонального оружия. В конце XIX века самозарядные пистолеты уже получили распространение в Европе и США. Однако это было в основном оружие, работающее по принципу запирания канала ствола свободным затвором и стрелявшее патронами малой мощности и британская армия использовала револьверы, существенно уступающие самозарядным пистолетам по скорострельности и точности скоростной стрельбы. Такое положение было обусловлено консерватизмом британских военных, полагавшихся на надежность работы револьверов, в значительной мере более высокую, чем у самозарядных пистолетов. Немаловажными преимуществами револьверов были постоянная боеготовность при безопасности и простоте в обращении, большой ресурс, а также невысокая сложность и стоимость производства по уже отлично отлаженной технологии.
В такой обстановке возникновение автоматического револьвера, созданного на базе отработанного и популярного в войсках револьвера было вполне логично. Такая конструкция решала проблемы, присущие крупнокалиберным револьверам — малую практическую скорострельность из-за необходимости взводить курок вручную или же альтернативную малую точность при стрельбе в режиме самовзвода, что происходило из-за тугого взвода спускового крючка, проворачивавшего массивный барабан и одновременно взводившего курок с сильной пружиной. К тому же стрельба в автоматическом оружии более точна из за уменьшенной отдачи, что происходит из-за амортизации, когда сила отдачи расходуется на работу автоматики. Таким образом конструктор создал образец оружия, который в своё время не имел равных по комбинации мощности и скорострельности. Однако такое решение имело известные недостатки. «Авторевольвер» получился тяжелее стандартного револьвера, он был сложнее, дороже и, самое главное, он был менее надежен из-за подверженности загрязнению. Последнее стало очевидно во время Первой Мировой в грязи «окопной войны».
Револьвер был весьма популярен среди гражданских лиц для спортивной стрельбы по мишеням. Уолтер Уайнэнс, знаменитый в то время спортсмен, предпочитал Webley-Fosbery, и в 1902 году он использовал его, чтобы уложить шесть выстрелов в двухдюймовое яблочко на расстоянии в 12 шагов за семь секунд. С использованием скорозарядного устройства Prideaux он смог уложить двенадцать выстрелов в трехдюймовое яблочко за 15 секунд.
В целом очевидно, что авторевольвер не оправдал возложенных на него конструктором надежд. Он никогда не был принят на вооружение британской армии и, хотя он был популярен среди армейских офицеров, которые в те времена должны были обеспечивать себя табельным оружием под стандартный армейский патрон, значительный вес и размер устройства вкупе с высокой ценой делали его менее привлекательным вариантом, чем модификации стандартного револьвера Webley. Почти сразу же после начала выпуска авторевольвера в 1901 году компания «Webley and Scott» занялась разработкой самозарядных пистолетов, которые были значительно популярнее авторевольвера и впоследствии перед ПМВ пистолет этой компании был принят на вооружение британскими ВМС.
После Первой Мировой британская армия перешла на облегченные револьверы .38 калибра и об автоматическом револьвере забыли на многие десятилетия. Современный вариант этой конструкции (Mateba Autorevolver) позиционируется как «престижное» оружие для любителей стрельбы по мишеням.

## Механизм
Автоматический револьвер отличается тем, что использует в работе своего механизма энергию отдачи. Под её действием взводится курок и вращается барабан. Вся верхняя часть рамы револьверa Webley-Fosbery со стволом, барабаном и курком при выстреле откатывается назад относительно нижней. На барабане видны фигурные канавки, благодаря которым он поворачивается при откате. Идея использования фигурных вырезов снаружи револьвера не принадлежит Фосбери. Зигзагообразные прорезы снаружи барабана использовались в револьвере Mauser Zig-Zag разработанном в 70-х годах XIX века. В этом револьвере штифт, соединенный со спусковым крючком, проворачивал барабан револьвера. Фосбери поменял местами движущиеся части механизма, двигая барабан относительно неподвижного штифта.

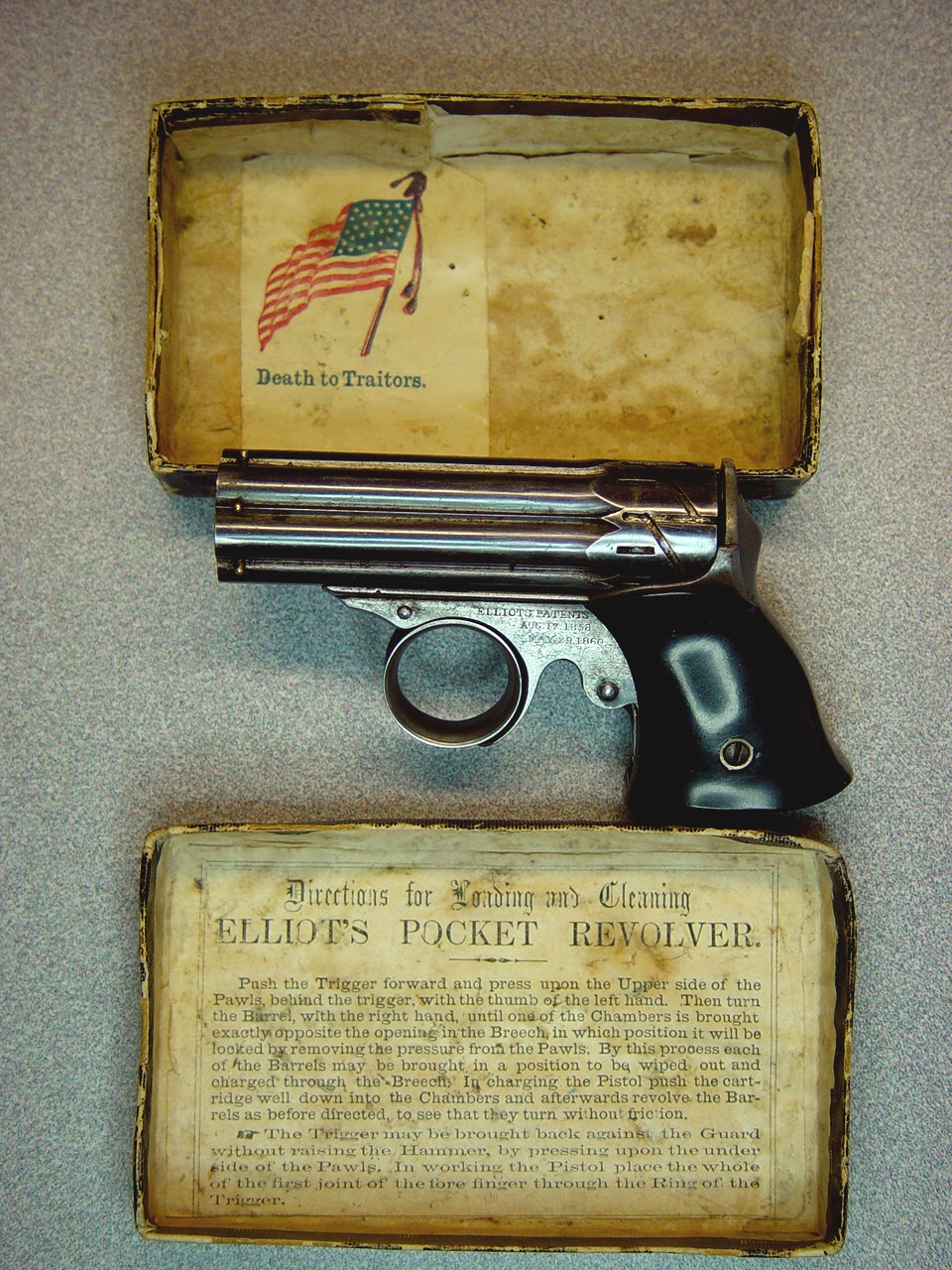
Зигзагообразные прорезы снаружи барабана использовались в револьвере (pepperbox) Remington_ZigZag_derringer.

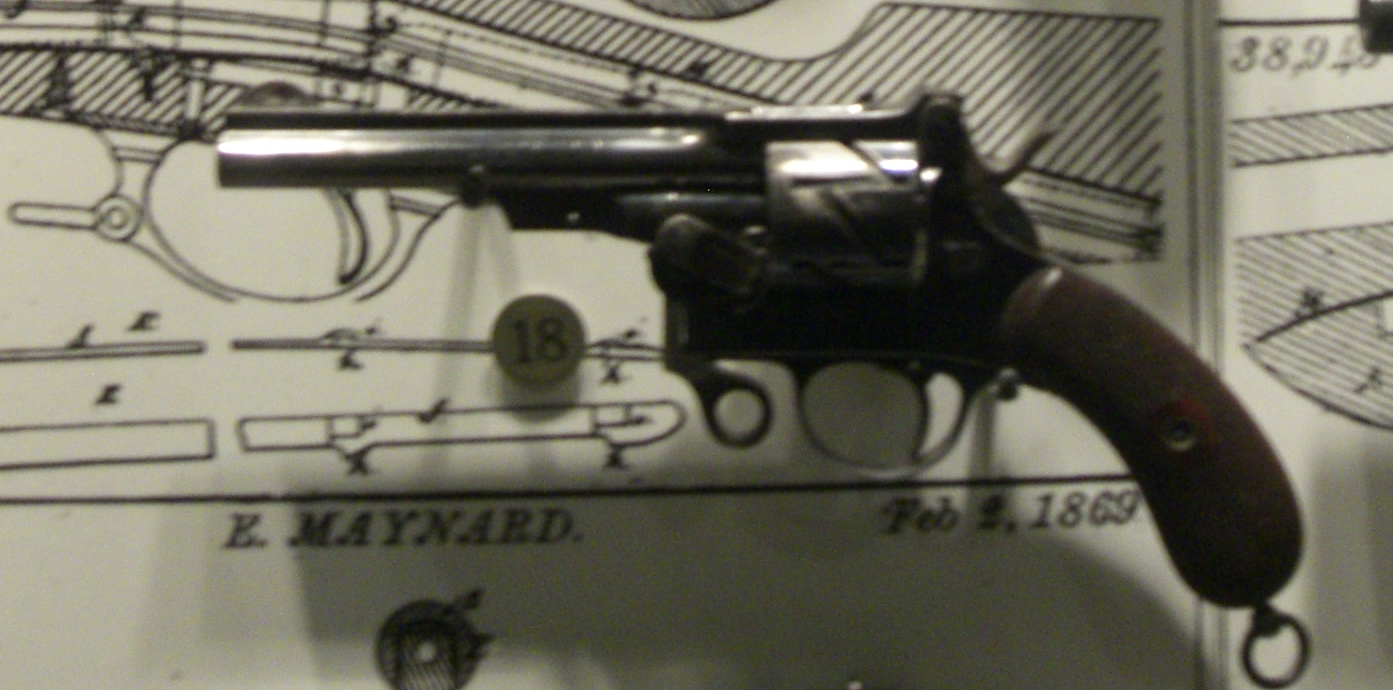
Mauser Zig-Zag

Для взведения револьвера необходимо, взявшись двумя пальцами левой руки за курок, оттянуть верхнюю часть револьвера назад, тем самым одновременно взводя курок и проворачивая барабан. После этого револьвер работает как пистолет с УСМ одинарного типа. При осечке стрелок должен повторить процедуру взвода револьвера по пистолетной схеме — ухватившись за курок левой рукой (или же за горячий ствол), что очевидно снижает надёжность оружия в боевых условиях. Ещё одним недостатком конструкции было отсутствие защиты руки стрелка от ущемления её движущейся частью механизма. Впрочем, схожая проблема была у многих ранних пистолетов. Малоизвестный американский авторевольвер со схожей конструкцией Union Automatic Revolver имеет защитный кожух за движущейся частью конструкции, что решает эту проблему.
Для безопасного ношения револьвер оборудован предохранителем, расположенным над рукояткой слева. Предохранитель работает по схеме схожей с автоматом AR-15. Для фиксации верхней части револьвера предохранитель надо провернуть против часовой стрелки большим пальцем, что, учитывая приличный размер предохранителя, может быть проблематично. Остальные детали конструкции схожи с револьвером Webley. Данный револьвер называется автоматическим, хотя цикл автоматики не включает экстракцию гильз из барабана. Однако поскольку это револьвер «переломного типа» то выбрасывание гильз совершается одновременно с переламыванием рамки для перезаряжания. Для ускорения процедуры перезаряжания револьвера предполагалось пачечное питание 6-ти патронная пачка для .455 калибра и 8-ми патронная для .38 калибра. Однако же даже с пачечным питанием револьвер требует гораздо больше сноровки, чем пистолет с магазинным заряжанием, где магазин может быть вставлен в рукоятку левой рукой. Однако следует отметить, что многие первые пистолеты заряжались обоймой ружейного типа сверху вниз, как, например, известный Маузер С-96, так что этот недостаток револьвера в конце XIX века был не очевиден. После разработки таких мощных и эргономичных пистолетов, как Люгер и пистолетов конструкции Браунинга (модели М1900, М1902, M1903, М1903 Pocket Hammer, М1905, которые являлись предшественниками армейского Кольта 1911) револьверы стали восприниматься уже как старомодное оружие преимущества которых состоят в простоте и надёжности. Считается, что автоматические револьверы не получили широкого распространения, так как они почти не имеют преимуществ ни перед традиционными револьверами, ни перед автоматическими пистолетами, в то же время сочетая недостатки и тех, и других. Однако такая ситуация скорее была связана с конкретными недостатками существовавших в то время моделей авторевольверов. Webley-Fosbery не был принят на вооружение британской армии из за невозможности стрельбы в режиме самовзвода, что ставило его в невыгодное положение по сравнению с обычными револьверами. Современный Mateba Autorevolver этим недостатком уже не обладает.

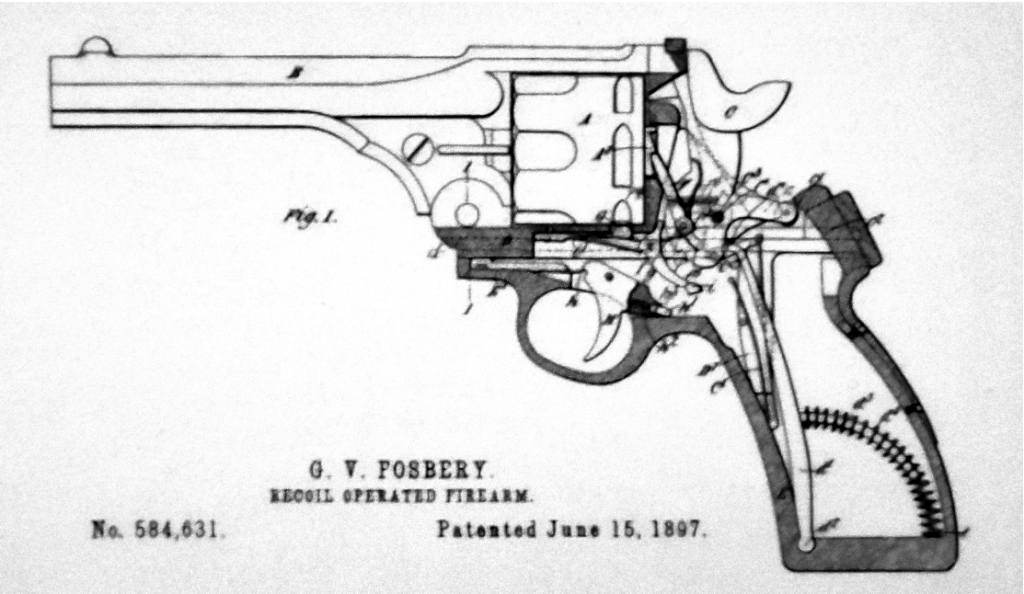
Патент Webley-Fosbery 1897
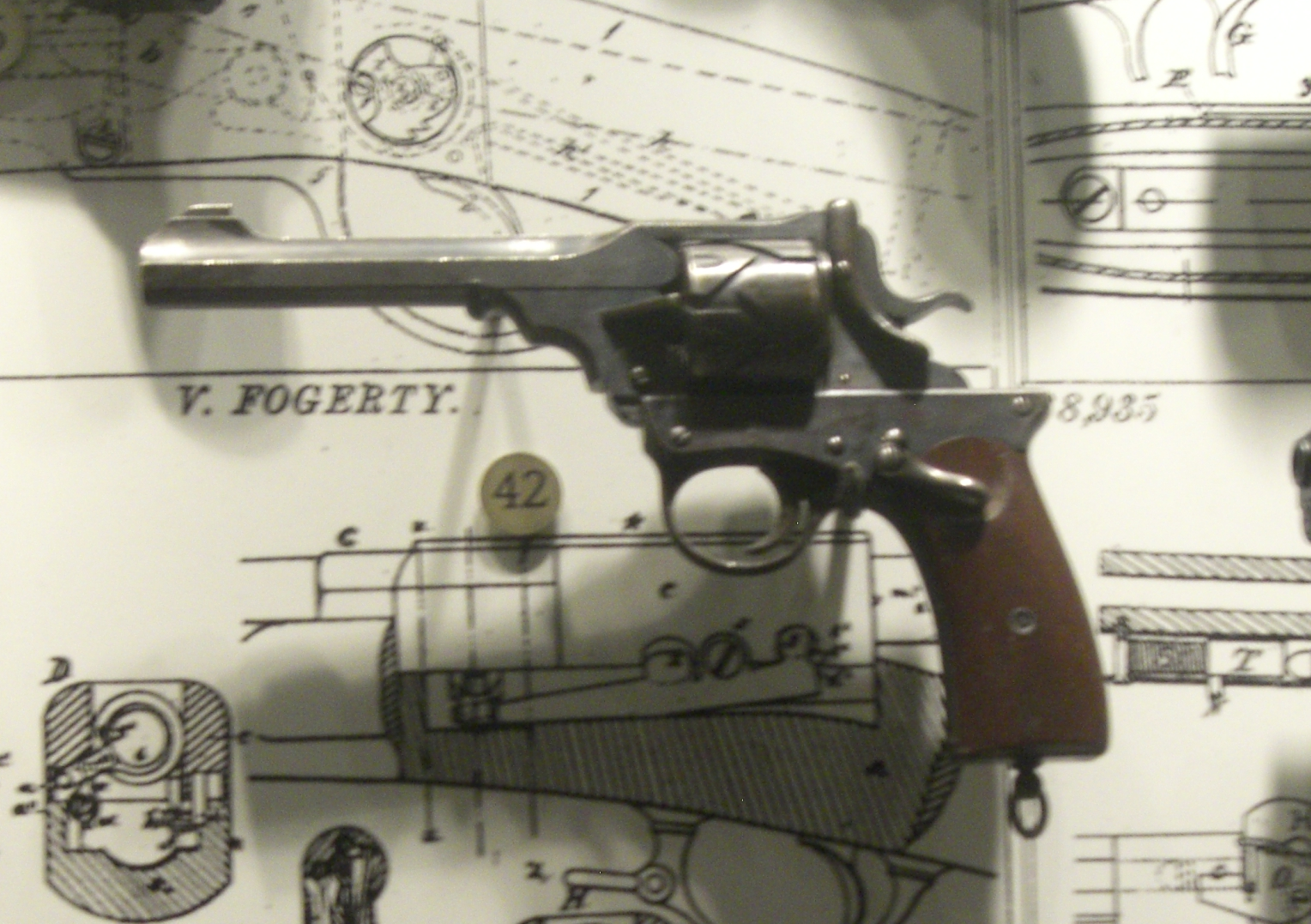
Револьвер Webley-Fosbery .455
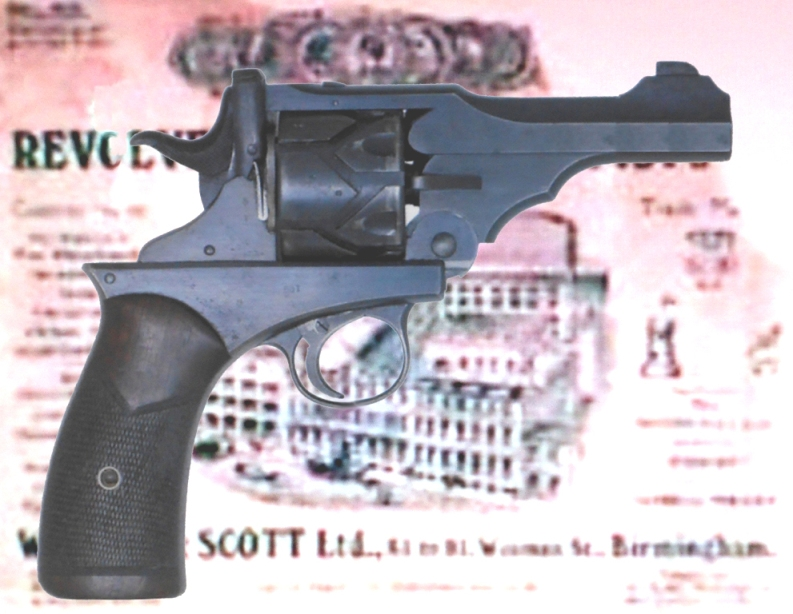
Webley-Fosbery .455, вариант
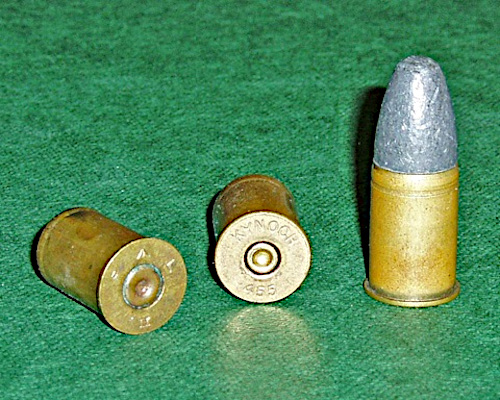
боеприпасы : .455in SAA Ball